# Departamento de Cruz Alta
Departamento de Cruz Alta är en kommun i Argentina.   Den ligger i provinsen Tucumán, i den norra delen av landet, 1 100 km nordväst om huvudstaden Buenos Aires. Antalet invånare är 162 240.
Trakten runt Departamento de Cruz Alta består till största delen av jordbruksmark. Runt Departamento de Cruz Alta är det ganska tätbefolkat, med 155 invånare per kvadratkilometer.